# Divide by Zero
Divide by Zero  è stata un'azienda sviluppatrice di videogiochi britannica attiva negli anni '90 che progettava principalmente avventure grafiche. Ricordata dalla critica soprattutto per The Gene Machine, la serie composta da Innocent Until Caught e dal suo seguito Guilty ha riscosso un certo successo di pubblico.

## Videogiochi
- The Gene Machine (1996; DOS)
- Great Naval Battles V (1996; DOS)
- Innocent Until Caught 2: Guilty (1995; DOS)
- Great Naval Battles IV (1995; DOS)
- The Orion Conspiracy (1995; DOS)
- Innocent Until Caught (1993; DOS, Amiga)
- Olympic Trials (1992; Supervision)